# Яни Таушанов
Яни или Яне Таушанов е български революционер, одрински деец на Вътрешната македоно-одринска революционна организация.

## Биография
Яни Таушанов е роден в 1856 година в Мустафа паша в Османската империя, днес Свиленград, България. Влиза във ВМОРО. Става нелегален четник в четата на Георги Тенев, с която участва в Илинденско-Преображенското въстание.
При избухването на Балканската война в 1912 година заедно с Ангел Диамандиев и Янко Желязков е войвода на Първи свиленски доброволчески отряд на Македоно-одринското опълчение, който по-късно влиза в 14 воденска дружина. През Междусъюзническата война е в 13 кукушка дружина.